# 川合義虎
川合義虎（かわい よしとら、1902年7月18日 - 1923年9月4日）は、大正時代の労働運動活動家で、初期の共産主義運動活動家。本名は川江善虎。関東大震災の混乱時に、亀戸警察署に検束され、労働運動の活動家であったために虐殺される。

## 経歴
長野県上田市出身。小学校を終えた後、日立鉱山の旋盤工となる。
1920年同志とともに上京して暁民会に参加。同年、日本社会主義同盟創立大会で検挙され入獄。1922年、日本共産党（第一次）の創立とともに入党し、渡辺政之輔らと南葛労働協会を結成、野田醤油労働争議など各地の労働争議に当たる。1923年4月5日、日本共産青年同盟（共青）の創立とともに委員長となる。
同年9月1日関東大震災発生時、川合は東京市麻布区（現・東京都港区）におり、東京府南葛飾郡亀戸町（現・東京都江東区亀戸）の自宅に帰る途中母子が家の下敷きになっているのに遭い、母親は助け出せなかったが3人の幼児を救い出し、食べ物を与えたりして一晩下谷区（現・台東区）上野公園で抱いて過ごした。ところが、9月3日午後10時過ぎ、亀戸の南葛労働協会本部に、川合らを以前から労働争議で要注意人物として監視していた亀戸警察署の高等係(今日の警備公安警察)の署員が来て、震災の混乱に乗じ、他の被災者救護に献身していた労働運動活動家らとともに川合を検束、連行。後の亀戸署の主張によれば、停電のため真暗であった留置場で、川合は革命歌を高唱して気勢をあげており、他の検束者を煽動して騒ぎが大きくなるのを恐れたとして、亀戸署は近くに駐屯していた軍隊に応援を求めた。9月4日亀戸署の中庭で近衛師団習志野騎兵第13連隊によって他の活動家らとともに銃剣で殺害された（「亀戸事件」）。遺体は近くの川原に遺棄・埋葬された。
つねに楽天的で「未来は青年のものである」といっていた。